# George Kuwa
George Kuwa, né le 7 avril 1885 - mort le 13 octobre 1931, est un acteur japonais et américain (issei) (immigrant japonais) de la période du cinéma muet. Il paraît dans 58 films entre 1916 et 1931. Il est le premier acteur à incarner Charlie Chan au cinéma dans la 1926 serial The House Without a Key en 1926.

## Filmographie partielle
- 1916 : The Soul of Kura San
- 1916 : The Yellow Pawn
- 1917 : The Bottle Imp
- 1917 : The Countess Charming
- 1918 : Rimrock Jones
- 1918 : A Woman in the Web
- 1919 : Tête brûlée (A Gun Fightin' Gentleman) de John Ford
- 1919 : Cauchemars et Superstitions (When the Clouds Roll By) de Victor Fleming
- 1920 : La Légende du saule (The Willow Tree) de Henry Otto
- 1920 : Sick Abed de Sam Wood
- 1920 : Fatty, l'intrépide shérif (The Round-Up) de George Melford
- 1921 : Folie d'été (Midsummer Madness) de William C. de Mille
- 1921 : Une affaire mystérieuse (The Invisible Fear) de Edwin Carewe
- 1922 : Five Days to Live de Norman Dawn
- 1922 : Morane le marin (Moran of the Lady Letty) de George Melford
- 1922 : La Bourrasque (The Beautiful and Damned) de William A. Seiter
- 1922 : Bought and Paid For
- 1922 : Enter Madame
- 1923 : The World's Applause
- 1923 : P'tit Père (Daddy) de E. Mason Hopper
- 1923 : L'Éternel Combat (The Eternal Struggle) de Reginald Barker
- 1924 : Broken Barriers
- 1924 : Un drame en mer (The Storm Daughter) de George Archainbaud
- 1925 : Oh Doctor!
- 1925 : A Son of His Father
- 1926 : The Enchanted Hill
- 1926 : A Trip to Chinatown
- 1926 : The Dice Woman
- 1926 : The House Without a Key
- 1927 : Melting Millions
- 1927 : Le Perroquet chinois (The Chinese Parrot) de Paul Leni
- 1927 : L'Escalier des cent marches (The Warning) de George B. Seitz
- 1928 : The Secret Hour de Rowland V. Lee
- 1928 : The Showdown
- 1928 : Chinatown Charlie de Charles Hines
- 1928 : The House of Shame de Burton L. King
- 1928 : After the Storm
- 1931 : Wicked

## Crédit d'auteurs
- (en) Cet article est partiellement ou en totalité issu de l’article de Wikipédia en anglais intitulé « George Kuwa » (voir la liste des auteurs).